# 東阿姆韋爾鎮區 (新澤西州)
東阿姆韋爾鎮區（英語：East Amwell Township）是位於美國新澤西州亨特登縣的一個鎮區。

## 地方資料
東阿姆韋爾鎮區的面積為73.96平方千米，當中陸地面積為73.70平方千米，而水域面積為0.26平方千米。根據2020年美國人口普查的數據，當地共有人口3917人，而人口密度為每平方千米52.96人。